# International Trail Running Association
Asociația Internațională de Trail Running (în engleză International Trail Running Association ITRA) este o asociație sportivă internațională responsabilă de promovarea și dezvoltarea curselor de trail în întreaga lume. Recunoscut de Asociația Internațională a Federațiilor de Atletism (IAAF), ajută în special dialogul între instituțiile naționale și internaționale.

## Istoric
Pentru a răspunde popularității în mare creștere a trail running-ului și nevoii de organizare a competițiilor, diverși actori al aceastei disciplini (organizatori, sportivi, federații etc.) s-au întâlnit pentru Prima Conferință Internațională de Trail Running organizată la Courmayeur în septembrie 2012. Aceste întâlniri au dat naștere în iulie 2013 la ITRA (International Trail Running Association). În august 2015, trail running-ul a fost recunoscut de IAAF ca o disciplină de atletism.
În aprilie 2020, Michel Poletti a anunțat că demisionează din ITRA, fiind președinte de la înființarea sa în 2013. Acum acest rol îi aparține americanului Bob Crowley. În același timp, a părăsit și conducerea generală a Ultra-Trail du Mont-Blanc (UTMB), la vârsta de 65 de ani și după 17 ani la conducerea organizației; succesiunea sa fiind asigurată de Frédéric Lénart, fost membru executiv al comitetului organizator al celebrei curse auto de 24 de ore de la Le Mans. În cele din urmă, soția sa, Catherine Poletti, rămâne președinta grupului UTMB.

## Definiția de trail
ITRA definește trail-ul ca pe un traseu de alergare deschis pentru tot ceea ce are loc într-un mediu natural. În competiție, porțiunea de drum nu trebuie să depășească 20% din distanța totală. Această porțiune maximă se poate modifica în timpul aplicării regulii 251 al IAAF. Cursa trebuie marcată și să respecte o anumită etică sportivă (fair-play, respect pentru mediu, solidaritate etc.).
O clasificare a rutelor este stabilită în funcție de distanța lor:
| Categorie | Puncte ITRA | Km-efort | Timp aproximativ a câștigătorului* |
| --------- | ----------- | -------- | ---------------------------------- |
| XXS       | 0           | 0-24     | 1h00                               |
| XS        | 1           | 25-44    | 1h30 - 2h30                        |
| S         | 2           | 45-74    | 2h30 - 5h00                        |
| M         | 3           | 75-114   | 5h00 - 8h00                        |
| L         | 4           | 115-154  | 8h00 - 12h00                       |
| XL        | 5           | 155-209  | 12h00 - 17h00                      |
| XXL       | 6           | >=210    | > 17h00                            |

(*)  luând în considerare un sportiv la nivel internațional (indice de performanță ITRA de cel puțin 830). Timpul câștigătorului este un timp orientativ.